# Fernando Redondo
Pour les articles homonymes, voir Redondo (homonymie).
Fernando Redondo, né le 6 juin 1969 à Adrogué (Argentine), est un footballeur argentin évoluant au poste de milieu défensif. 
International argentin, il remporte la Copa América 1993 puis participe à la Coupe du monde 1994 avant  d'être écarté de la sélection dans laquelle il effectue cependant des apparitions sporadiques jusqu'en 1999. 
En club, après quatre années aux Argentinos Juniors, il se rend en Espagne, tout d'abord au CD Tenerife puis au Real Madrid. Avec ce dernier club, il remporte notamment deux Ligues des champions et deux Championnats d'Espagne ainsi que le titre de meilleur joueur de la Ligue des champions en 2000. En 2000, il quitte le Real pour rejoindre l'AC Milan mais de nombreux problèmes aux genoux l'empêchent de donner la pleine mesure de son talent, ce qui le contraint à prendre sa retraite sportive en 2004.
Il est le père de Federico Redondo, footballeur argentin également.

## Biographie

### En club
Redondo débute très jeune sous le maillot des Argentinos Juniors. En cinq années passées dans le club, il ne marque qu'un seul but dans le championnat argentin. 
Il part ensuite pour l'Europe et, après un passage remarqué de quatre ans à CD Tenerife, il rejoint le Real Madrid. C'est dans ce club qu'il a surtout brillé, en y restant six saisons.
Il devient l'un des meilleurs numéros 6 (milieu défensif) du monde, et possède un comportement toujours irréprochable. Son aisance technique bien au-dessus de la moyenne et sa qualité de relance en ont fait une idole du public madrilène et l'une des pièces maîtresses de l'équipe qui remporta alors plusieurs titres. 
Fernando Redondo a d'ailleurs laissé dans l'histoire du football un dribble qui porte désormais son nom, la « Redondo » : un grand pont réalisé grâce à une talonnade faite dos à l'adversaire. Ce geste merveilleux effectué le 19 avril 2000 à Old Trafford lui permit d'adresser une passe décisive en quart de finale retour de la Ligue des champions. (Manchester United - Real Madrid 2-3).
Après son départ à l'AC Milan (pour 20 M€), le public madrilène considère qu'il n'a jamais vraiment été remplacé sous l'ère Florentino Pérez et ce malgré l'arrivée du français Claude Makélélé. Lors de son « retour » au stade Santiago Bernabéu à l'occasion d'un match Real/Milan en Ligue des champions, il fut ovationné par le public. Lors de son parcours au Milan AC, Fernando Redondo fut longuement blessé. Selon un principe moral qui lui est propre, il décida de ne plus toucher son salaire durant son invalidité. Il se retira du monde du football à l'âge de 34 ans, sans s'être jamais vraiment remis de sa blessure au genou. Il reste parmi les meilleurs milieux défensifs que le football argentin et mondial aient connu.
En février 2024, le site spécialisé Onze de Légende le met titulaire dans la meilleure équipe de l'histoire du Real Madrid.

## En équipe nationale
Fernando joua 29 fois pour son pays ; la majorité de ses sélections eut lieu entre 1992 et 1994, lorsque Alfio Basile entraînait les Argentins.
De manière surprenante, il n'a pas été retenu pour la Coupe du monde 1990. Redondo aurait décliné l'invitation pour se rendre en Italie, sous prétexte qu'il ne voulait pas interrompre ses études universitaires, mais une autre raison possible est que son jeu n'était guère compatible avec la tactique très défensive mise en place par le sélectionneur Carlos Bilardo.
En 1994, il fut sélectionné mais malgré un très bon mondial de la part du numéro 5, l'aventure s'arrêta dès les huitièmes de finale pour la sélection argentine, une désillusion pour Redondo.
Daniel Passarella ne sélectionna pas Redondo pour le Mondial 98, du fait que ce dernier refusait de se couper les cheveux, ordre qu'avait imposé Passarella. Il se justifia en disant que Fernando Redondo insistait pour jouer uniquement en milieu axial, et qu'il ne voulait pas dépanner sur le côté gauche. En 1999, l'Argentine, coachée par Marcelo Bielsa, appela de nouveau Fernando pour une double confrontation face au Brésil. Les ciels et blanc s'imposèrent 2-0 et Redondo, qui était au marquage de Rivaldo, fut élu homme du match. Cependant, il refusa de jouer à nouveau sous les ordres de Bielsa, argumentant qu'il préférait garder toute son énergie pour son club, le Real Madrid. 
En dépit de ses qualités, du fait qu'il ait gagné la Ligue des champions avec le club madrilène, son compteur resta bloqué à 29 sélections. Son faible nombre de sélections s'explique en particulier par diverses mésententes ou refus de jouer sous les ordres de Bilardo, Passarella et Bielsa.
Il se retira du football professionnel en 2003, à l'âge de 34 ans. Il est également un très bon ami de Maradona, celui-ci ayant été son mentor lors de sa jeunesse dans le monde professionnel.

## Carrière

### Carrière en club
- 1985-1990 : Argentinos Juniors ( Argentine)
- 1990-1994 : CD Tenerife ( Espagne)
- 1994-2000 : Real Madrid ( Espagne)
- 2000-2004 : Milan AC ( Italie)

### Statistiques détaillées
| Saison      | Club               | Pays       | Championnat        | Coupes nationales | Compétition continentale | Sélection Argentine |
| ----------- | ------------------ | ---------- | ------------------ | ----------------- | ------------------------ | ------------------- |
| 1985 - 1986 | Argentinos Juniors | Division 1 | 1 match            | -                 | -                        | -                   |
| 1986 - 1987 | Argentinos Juniors | Division 1 | -                  | -                 | -                        | -                   |
| 1987 - 1988 | Argentinos Juniors | Division 1 | 16 matchs          | -                 | -                        | -                   |
| 1988 - 1989 | Argentinos Juniors | Division 1 | 44 matchs          | -                 | -                        | -                   |
| 1989 - 1990 | Argentinos Juniors | Division 1 | 14 matchs / 1 but  | -                 | -                        | -                   |
| 1990 - 1991 | CD Tenerife        | Liga       | 23 matchs / 1 but  | -                 | -                        | -                   |
| 1991 - 1992 | CD Tenerife        | Liga       | 32 matchs / 2 buts | -                 | -                        | -                   |
| 1992 - 1993 | CD Tenerife        | Liga       | 20 matchs / 4 buts | -                 | -                        | -                   |
| 1993 - 1994 | CD Tenerife        | Liga       | 28 matchs / 1 but  | -                 | -                        | -                   |
| 1994 - 1995 | Real Madrid        | Liga       | 23 matchs / 1 but  | -                 | 3 matchs / 1 but         | -                   |
| 1995 - 1996 | Real Madrid        | Liga       | 23 matchs / 2 buts | -                 | 4 matchs                 | -                   |
| 1996 - 1997 | Real Madrid        | Liga       | 33 matchs / 1 but  | -                 | -                        | -                   |
| 1997 - 1998 | Real Madrid        | Liga       | 33 matchs          | -                 | 11 matchs                | -                   |
| 1998 - 1999 | Real Madrid        | Liga       | 23 matchs          | -                 | 7 matchs                 | -                   |
| 1999 - 2000 | Real Madrid        | Liga       | 30 matchs          | -                 | 15 matchs                | -                   |
| 2000 - 2001 | AC Milan           | Série A    | -                  | -                 | -                        | -                   |
| 2001 - 2002 | AC Milan           | Série A    | -                  | -                 | -                        | -                   |
| 2002 - 2003 | AC Milan           | Série A    | 8 matchs           | -                 | 5 matchs                 | -                   |
| 2003 - 2004 | AC Milan           | Série A    | 8 matchs           | -                 | 1 match                  | -                   |

### Carrière Internationale
- 29 sélections (1 but) en équipe d'Argentine

## Palmarès

### En club
- Vainqueur de la Coupe Intercontinentale en 1998 avec le Real Madrid
- Vainqueur de la Ligue des Champions en 1998, en 2000 avec le Real Madrid et en 2003 avec l'AC Milan
- Champion d'Espagne en 1995 et en 1997 avec le Real Madrid
- Champion d'Italie en 2004 avec l'AC Milan
- Vainqueur de la Coupe d'Italie en 2003 avec l'AC Milan
- Finaliste de la Supercoupe d'Europe en 1998 avec le Real Madrid

### EnÉquipe d'Argentine
- 29 sélections et 1 but entre 1992 et 1999
- Vainqueur de la Copa América en 1993
- Vainqueur de la Coupe des Confédérations en 1992
- Champion d'Amérique du Sud des moins de 17 ans en 1985 avec les moins de 17 ans

### Distinctions individuelles
- Élu meilleur footballeur de l'année par l'UEFA en 2000
- Élu meilleur joueur de la Coupe des Confédérations en 1992
- Membre de l'équipe-type européenne de l'année par European Sports Media en 1998
- Reçoit le Trophée EFE en 2000 pour la décennie 1990-1999
- Élu meilleur joueur du CD Tenerife en 1993 et en 1994
- Élu meilleur joueur du Real Madrid en 1997 et en 2000